# Proctacanthella leucopogon
Proctacanthella leucopogon là một loài ruồi trong họ Asilidae. Proctacanthella leucopogon được Williston miêu tả năm 1893. Loài này phân bố ở vùng Tân Bắc giới.